# Acaena minor
Acaena minor é uma espécie de rosácea do gênero Acaena, pertencente à família Rosaceae.